# Islám v Rusku

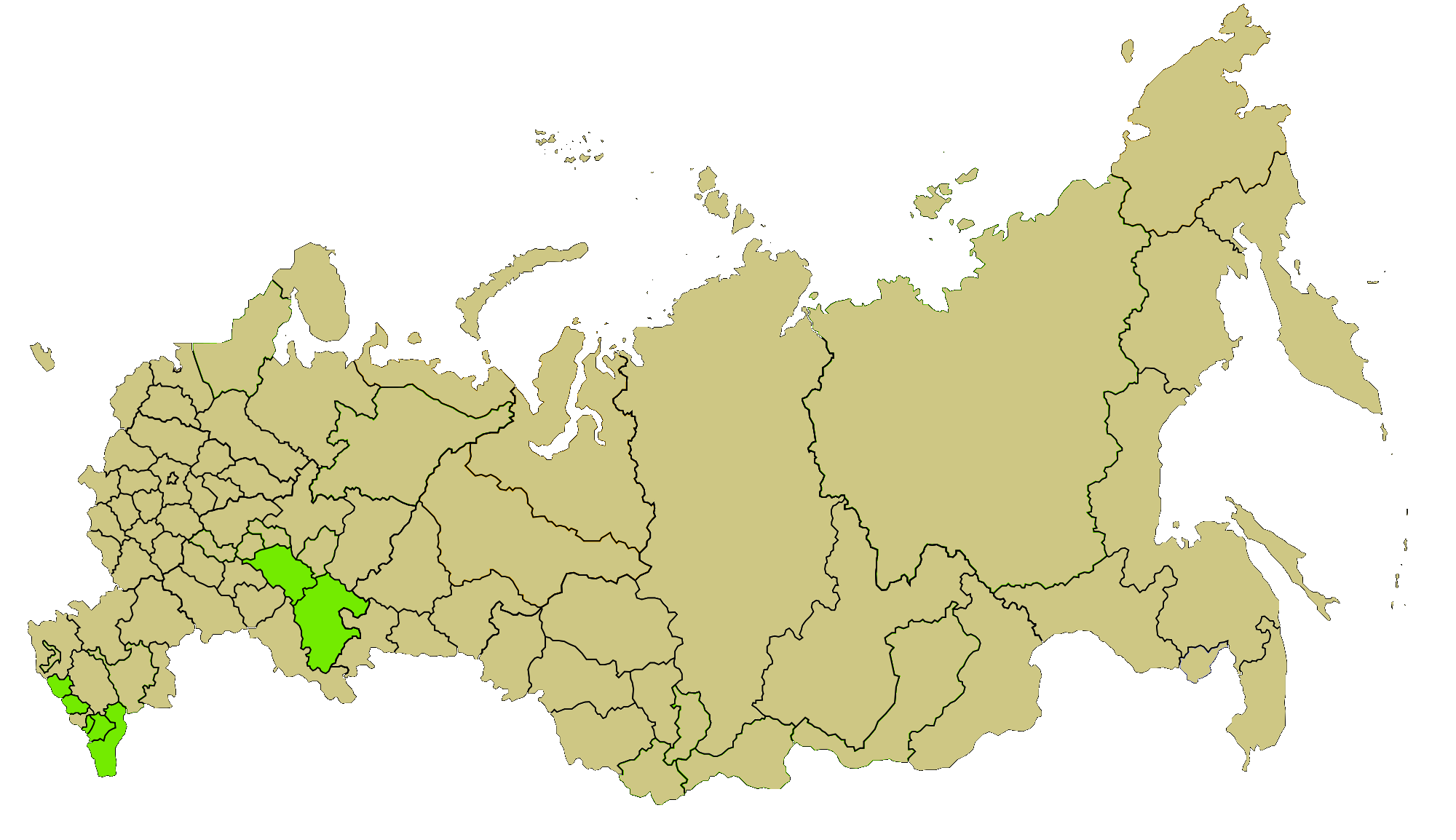
Oblasti v Rusku s muslimskou většinou

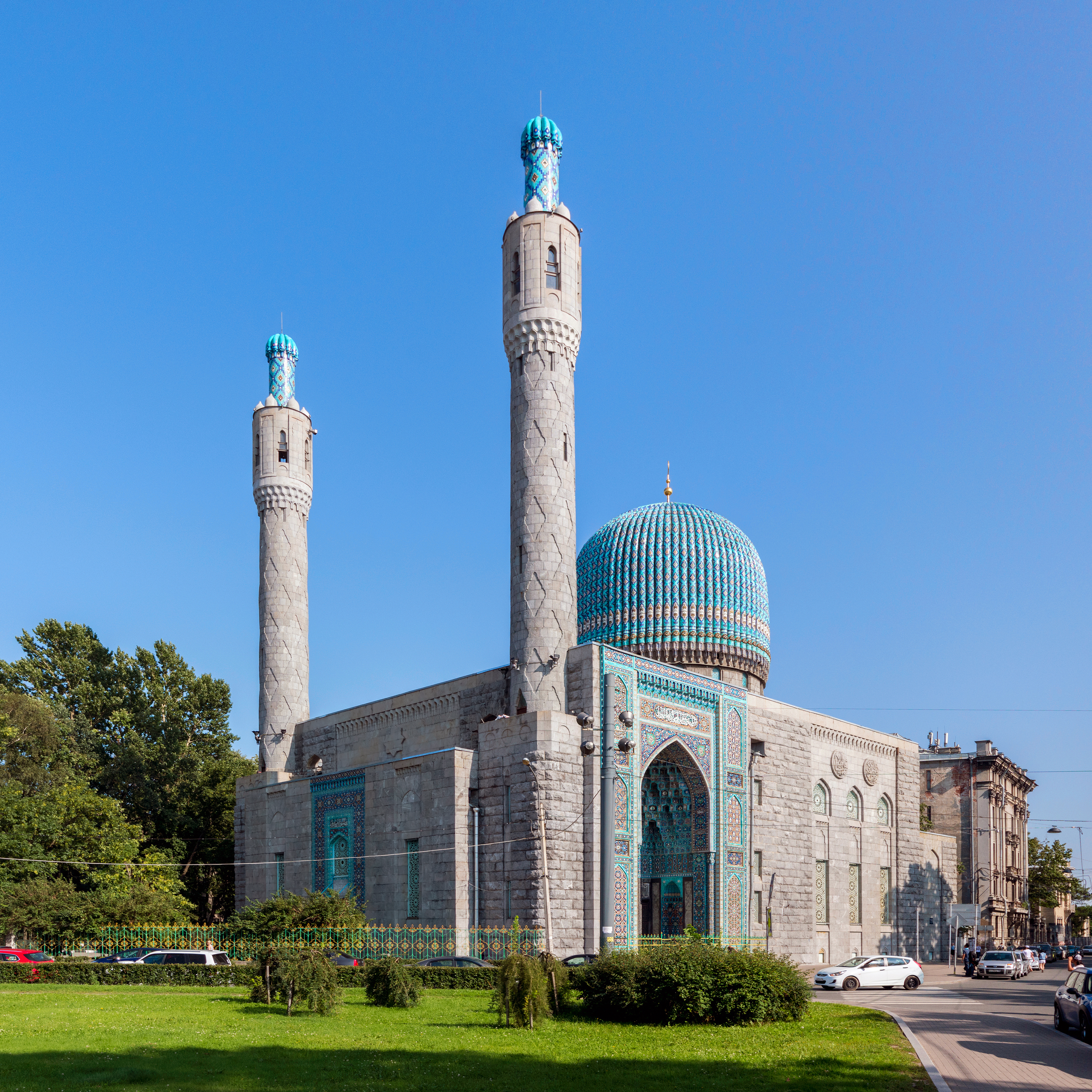
Mešita v Petrohradu

Islám je v Rusku po křesťanství druhým nejrozšířenějším náboženstvím v zemi. Islám je v Rusku nejrychleji rostoucí náboženství. Velkou zásluhu na tom má porodnost muslimů oproti tradičním Rusům. V roce 2018 mělo Rusko již 25 miliónů muslimů (18%).  Přičemž podle amerického ministerstva zahraničí tvořili muslimové v Rusku v roce 2017 asi 10% z celkové populace, tedy asi 14 220 000 lidí. Podle komplexního průzkumu provedeného v roce 2012 tvořili muslimové 6,5% ruské populace. Duchovní v evropské části Ruska hovoří až o 20 miliónech přívrženců, již v roce 2012. "Etničtí muslimové", tj. národy tradičně muslimské, tvoří většinu populace v sedmi regionech Ruské federace podle sčítání lidu z roku 2002: v Ingušsku (98%), v Čečensku (96%), v Dagestánu (94%), v Kabardsko-Balkarsku (70%), v Karačajsko-Čerkesku (54,6%), v Baškortostánu (54,5%) a v Tatarstánu (54%). Podle odhadů na základě členitosti a porodnosti obyvatelstva by v Rusku po roce 2050 měli být muslimové ve většině. 
Je to zároveň i největší náboženská menšina v zemi. Nejvíce je islám v Rusku rozšířen v Povolží (mezi Tatary a Baškiry), v Podkavkazsku (mezi Čečenci, Dagestánci, Inguši, Balkary a dalšími), také pak i ve velkých městech jakými jsou například hlavně Kazaň, dále pak Moskva, Nižnij Novgorod či Petrohrad.

## Historie

### Počátky
První muslimové na území současného Ruska byli Dagestánci, kteří konvertovali k islámu po arabských výbojích v 8. století.
Islám pronikl do Povolží a na Ural přes Bulharský volžsko-kamský chanát. Za oficiální datum přijetí islámu se považuje rok 922. V době upevňování Bulharské volžsko-kamské říše se sedmý panovník říše, Almuš ilteber , obrátil na bagdádského chalífu a vyjádřil připravenost přijmout islám a plně se mu podrobit. Do Bulharska přišlo poselstvo složené z učenců, stavitelů mešit a bohoslužebníků. Islám byl prohlášen státním náboženstvím.
Prvním muslimským státem bylo tedy Volžské Bulharsko, z něhož v roce 922 se rozšířil islám i mezi Tatary. Později se k Mohamedově víře přidaly i národy v Podkavkazsku.
Volžští Prabulhaři se jednu dobu také snažili prosadit přijetí islámu za státní náboženství v Kyjevské Rusi; to však bylo odmítnuto a rozvíjelo se pravoslavné křesťanství.

### Středověk

Mongolští vládci Zlaté hordy byli od roku 1313 muslimové. Okolo roku 1330 se tři ze čtyř hlavních chanátů Mongolské říše staly muslimské.

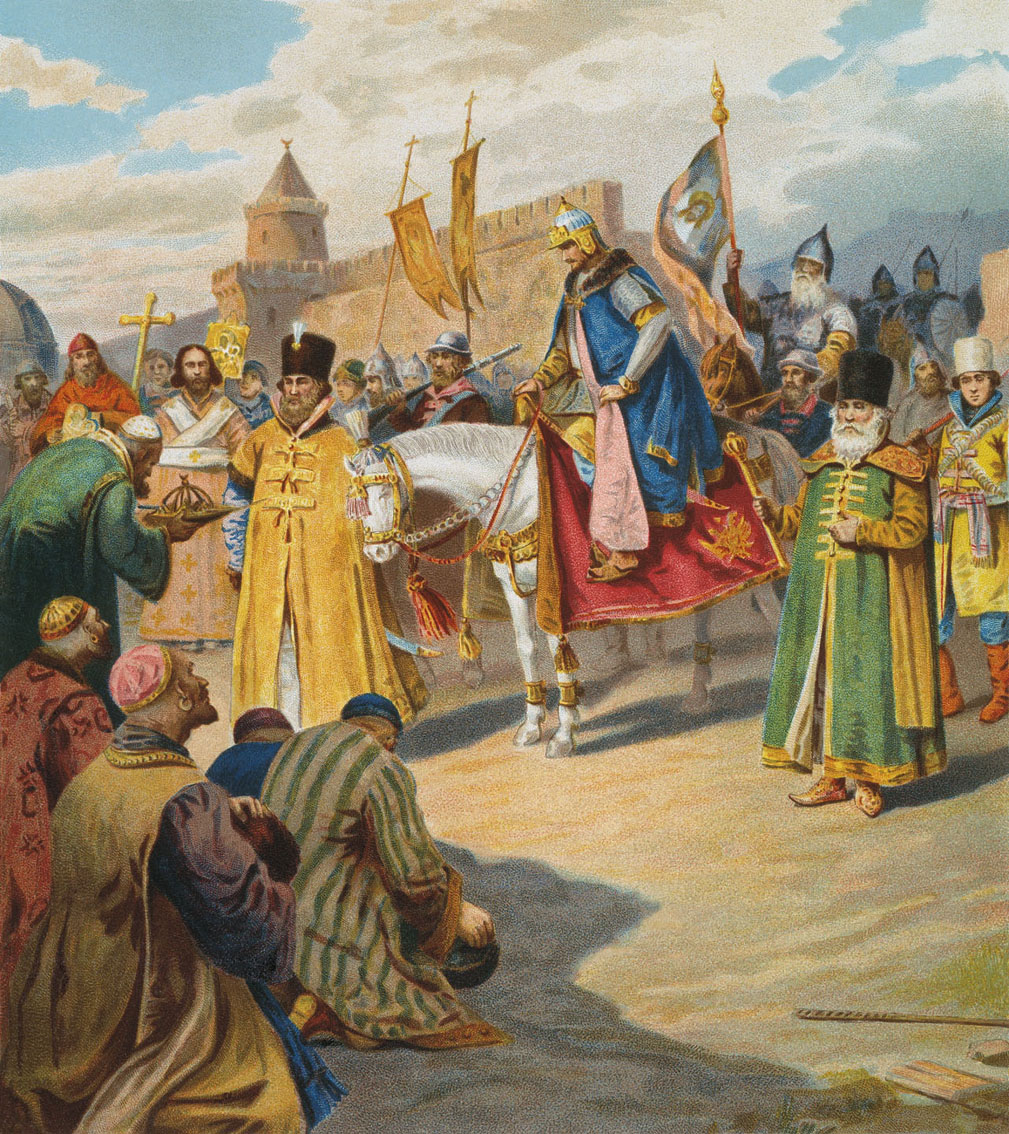
Ivan Hrozný si Tatary podrobil a někteří přešli, i násilně, na křesťanství

Ve 13. století stal se bulharský stát centrem přípravy muslimských kádrů. Bulhaři se zabývali aktivní misionářskou činností mezi národy Povolží a Uralu. Tatarsko-mongolské dobytí Bulharska (1236) pozicí islámu neotřáslo, protože se stal oficiálním náboženstvím chanátu Zlaté hordy.
Od 14. století se stal centrem muslimského světa Kazaňský chanát, který aktivně usiloval o islamizaci uralských národů, která se uskutečňovala i ze strany sibiřských a středoasijských chanátů. Velkou roli při tom hrály muslimské tradice šejbanidů a tajbugidů (konec 15. – polovina 16. století).
Po připojení Kazaňského chanátu k Moskevskému státu začalo na území Povolží a Uralu soupeřit s islámem křesťanství. Moskevský stát zabraňoval islamizaci a používal ve vztahu k muslimům represi. Islám byl považován za „cizorodé“ a „cizozemské“ náboženství. Tak například podle nařízení Alžběty Petrovny (1774) se povolovalo tatarským muslimům usídlovat se v Orenburgu, ale nepovolovalo se postavit více než jednu mešitu, a to vně města, a zakazovalo se obracet lidi na islám.
Změny začaly v dobou vlády Kateřiny II., která nařízením (ukazem) z 22. září 1788 zřídila v Ufě Muslimskou duchovní správu s muftím v čele. V 19. století pak existovalo v Orenburské oblasti 115 mešit, v Orské oblasti 110, v Čeljabinské 71, v Trojické 23 a v Hornouralské 81.
Vyznání islámu, které do Ruska přišlo, bylo sunnitské. V některých málo oblastech, jako například v Čečensku, se uchytil rovněž súfismus, jistá mystická varianta sunnitského islámu. Právě díky súfistickým rituálům získali Čečenci sílu odolávat útokům ze severu. Šiíty jsou naopak Ázeři; jejich republika však v současné době (od roku 1992) není součástí Ruska a počet příslušníků této národnosti je v samotném Rusku zanedbatelný.

### Islám v novověkém Rusku

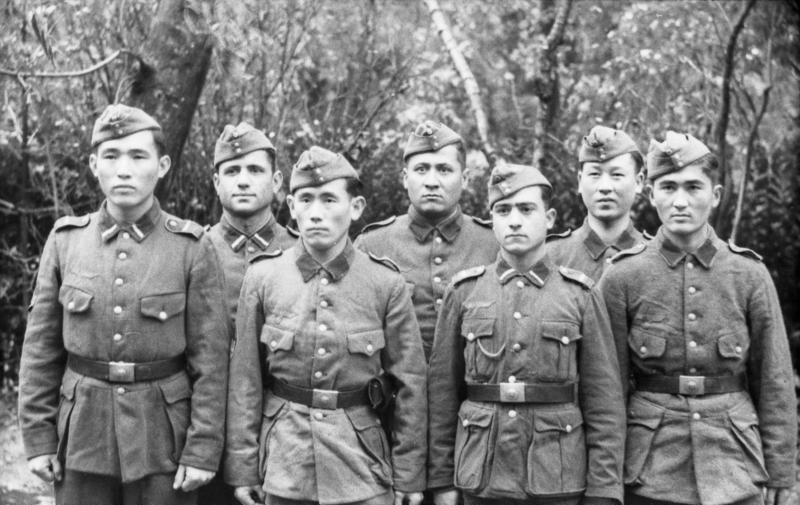
Zajatí muslimští sovětští vojáci sloužili ve velkých počtech jako dobrovolníci ve skupině Ostlegionen v rámci Wehrmachtu.

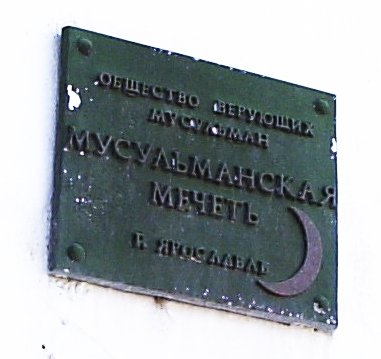
Označení mešity v Rusku. Působí však poměrně pleonasticky, protože zde je napsáno muslimská mešita

Zatímco v 19. století význam islámu v Ruské říši natolik velký nebyl a mohl se relativně dobře šířit, na začátku století minulého události nabraly jiný směr.
Krátce po říjnové revoluci, která přinesla zemi v krvavé občanské válce ideály komunismu, došlo k posílení náboženských svobod muslimského obyvatelstva.
24. listopadu 1917 Lenin prohlásil:
"Muslimové v Rusku... všichni, jejichž mešity a modlitebny byly zničeny, jejichž přesvědčení a zvyky byly pošlapávány od carů a ruských utlačovatelů: vaše víra a zvyky, vaše národní a kulturní instituce jsou navždy svobodné a nedotknutelné. Vězte, že vaše práva, stejně jako práva všech národů Ruska, jsou pod mocnou ochranou revoluce."
Ovšem následná Stalinova vláda se rychle obrátila hlavně proti pravoslavné církvi, zasáhla rovněž ale i islám vyznávající národy v zemi. Násilná ateizace oblastí jakými bylo například právě Povolží či státy dnes už s Ruskem jeden stát netvořící (Uzbekistán, Turkmenistán, Ázerbájdžán) zde příliš úspěšná nebyla a naopak vedla ještě k větší nenávisti minoritních národů vůči establishmentu SSSR.
Během perestrojky a hlavně pak po rozpadu země v roce 1991 proto rychle došlo k opětovnému šíření islámu; vznikaly nové mešity i medresy a rostl počet věřících. Některé národy s převahou muslimů však prahly po nezávislosti (Tatarstán, Čečensko, Dagestán), tyto snahy však Moskevská vláda potlačila buď přislíbením rozsáhlé autonomie (Tatarstán) nebo silou (Čečensko). Právě v Čečensku islamizace dostoupila maximálního stupně vytvořením islámského státu v 90. letech 20. století (například se zákonodárstvím založeném na právu šaría). Vláda islámských ozbrojenců byla ruskou armádou potlačena, má však stále řadu stoupenců.
Od roku 1991 je islám celkově na vzestupu, velká část obyvatel Ruska se ale obává jeho radikalizace. V souvislosti s tím proto někteří poukazují na šíření extremistického wahhábismu ze Saúdské Arábie. Pokud nedojde k radikální proměně ve vývoji populačních křivek, lze předpokládat, že se islám stane do konce 21. století v Rusku většinovým vyznáním.
S tím současně od 90. let (i v souvislosti s válkou v Čečensku) dochází v Rusku k nemalému počtu islámských teroristických útoků. K největším patří útok na nemocnici v Buďonnovsku, útok v moskevském divadle na Dubrovce či teroristický útok na beslanskou školu.

## Organizace
Za centrum celého ruského islámu je považována metropole Tatarstánu, Kazaň. Zde se také nachází ruská islámská univerzita i jedna největších mešit v Evropě. Ve zbytku země pak existují islámské náboženské společnosti a vycházejí islámsky zaměřené noviny či časopisy. Přesto však islámští duchovní stále kritizují vládu, že přistupuje k náboženským záležitostem země tak, jako to dělalo carské Rusko; tj. že hlavní roli, jakoby státního náboženství, má hrát tradiční pravoslaví.